# پاتریک بووه
پاتریک بووه (به فرانسوی: Patrick Bouvet) نویسنده قرن بیستم میلادی اهل فرانسه است.